# Jasmin Bašić

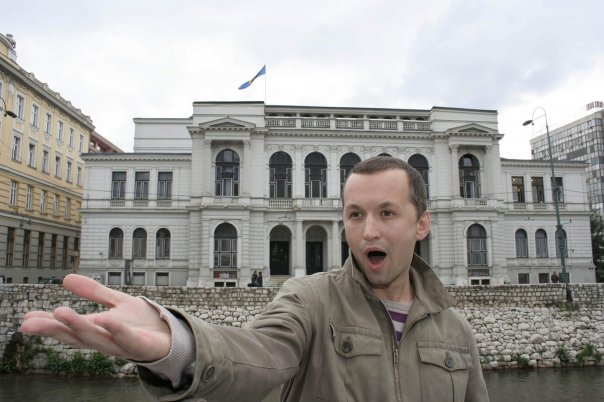
Jasmin Bašić (2008)

Jasmin Bašić, auch Baschitsch bzw. Bassich (* 7. Dezember 1971 in Sarajewo, Jugoslawien) ist ein bosnischer Opernsänger (Tenor) und Autor.

## Leben
Bašić diplomierte und magistrierte mit Solo-Gesang (Opern- und Konzertsänger) bei der Sopranistin Radmila Bakočević (Belgrad). Er erweiterte seine Kenntnisse mit Kursen bei der Wiener Staatsoper Kammersängerin Olivera Miljaković. Er ist als Opernsolist des Nationaltheaters Sarajewo und als Gesangspädagoge tätig. Bašić hatte solistische Konzertauftritte mit den Philharmonikern aus Sarajewo (Beethovens Chorfantasie, ein Galakonzert und populäre Opernkonzerte) sowie mit dem Orchester Pons Artis aus Wien.
Jasmin Bašić ist derzeit künstlerischer Leiter der Oper am Nationaltheater  Sarajevo.

## Opernrollen
- Ismaele (Verdi: Nabucco)
- Lenski (Tschaikowsky: Eugen Onegin)
- Monostatos (Mozart: Die Zauberflöte)
- Don Ottavio (Mozart: Don Giovanni)
- Bastien (Mozart: Bastien und Bastienne)
- Basilio (Mozart: Die Hochzeit des Figaro)
- Richter aus Imotski (Asim Horozić: Hasanaginica)
- Mehmed Pascha Sokolović (Ivan Zajc: Nikola Šubić-Zrinjski)
- Asker (Muharem Insanić: Safikada)
- Stefano (Donizetti: Viva la Mamma)
- Herr Doktor Ovnovitsch (Asim Horozić: Aska und Wolf – Oper für Kinder)
- Wolf (Zlatan Vauda: Ježeva kućica – „Haus des Igels“, Oper für Kinder)
- Remendado (Bizet: Carmen)
- Borsa (Verdi: Rigoletto)
- Gaston de Letoriéres (Verdi: La traviata)

## Operettenrollen
- Graf Boni Kanscianu (Kálmán: Die Csárdásfürstin)
- Baron Mirko Zeta (Lehár: Die lustige Witwe)
- Jupiter (Offenbach: Orpheus in der Unterwelt)
- Alfred (J. Strauss: Die Fledermaus)

## Musical
- Conférencier (John Kander/Fred Ebb: Cabaret 2014. Adaption des Film-Musicals Cabaret von 1972)
- Mr. Warbucks (Strouse/Charnin/Meehan) Annie (Musical)

## Konzerte
- Mario Katavić: Bosanski Te Deum (Bosnisches Te Deum; CD-Aufnahme)
- Andrija Pavlič: Missa bosniensis
- Josip Štolcer-Slavenski: Simfonija Orienta (Orientsymphonie)

## Veröffentlichungen
- Primadonna Gertruda Munitić. Museum für Literatur und darstellende Kunst, Sarajevo 2017[1]
- Krunoslav Kruno Cigoj. Museum für Literatur und darstellende Kunst Sarajevo, Matica hrvatske Mostar, Kroatische Kulturgesellschaft Napredak Sarajevo, Kroatische Akademie der Wissenschaften und Künste Bosnien und Herzegowina, 2019.